# Stenygra euryarthron
Stenygra euryarthron är en skalbaggsart som beskrevs av Delfino 1985. Stenygra euryarthron ingår i släktet Stenygra och familjen långhorningar. Inga underarter finns listade i Catalogue of Life.